# Notícias da Manhã
Notícias da Manhã (também conhecido pela sigla NM), foi um telejornal matutino brasileiro, produzido e exibido pelo SBT. Sua edição nacional estreou em 9 de junho de 2014, em substituição ao SBT Manhã - 2ª edição, e teve sua última exibição em 10 de abril de 2015. Sua edição nacional era apresentada por Neila Medeiros e Patrícia Rocha.

## História
Visando abranger mais possibilidades de conteúdo, como dicas de carreira, economia doméstica, saúde e variedades, o SBT lançou em 9 de junho de 2014, em substituição ao SBT Manhã - 2ª edição, um novo telejornal com roupagem próxima à de uma revista eletrônica. O Notícias da Manhã era apresentado diariamente por Cesar Filho e Patrícia Rocha, e contava com links ao vivo das principais capitais do país, reportagens especiais, previsão do tempo e informações sobre o trânsito em tempo real. O jornalístico abria ainda, espaço para que os telespectadores pudessem opinar sobre os assuntos abordados. Em 22 de setembro de 2014, o Notícias da Manhã ganha mais 1 hora de duração, indo ao ar das 6h as 9h no lugar do SBT Manhã, que foi extinto em 19 de setembro.
Em 6 de novembro de 2014, passa a ser apresentado por Neila Medeiros, depois da saída de César Filho para a Rede Record.
Em 16 de março de 2015, o Notícias da Manhã tem sua duração reduzida de três para duas horas iniciando-se às 07h00. O horário das 6 da manhã passou a ser usado pelo Desenhos Pré-Escola, uma faixa com desenhos antigos.
Em 30 de março de 2015, o telejornal tem sua duração anterior devolvida, passando novamente a ter três horas, iniciando-se às 6h.
Em 10 de abril de 2015 foi anunciado o fim da edição nacional do jornal.

## Edições locais
O telejornal teve sua primeira versão local lançada em 2 de fevereiro de 2015 pela TV Jornal de Recife, Pernambuco. Em abril de 2015 a TV Jornal reduz 30 minutos do Notícias da Manhã, cedendo espaço para o Bronca Pesada 24h e a volta do jornalista Josley Cardinot. Essa edição do Notícias da Manhã teve seu último programa exibido em 6 de março de 2020. 
Na TV Tambaú, o Notícias da Manhã estreou em 30 de março de 2015 e ficou no ar até 3 de novembro de 2017, quando a emissora exibiu seu último Notícias da Manhã, e no lugar estreou o programa Tambaú Agora.
A edição do Rio Grande do Norte, exibida pela Tv Ponta Negra, foi a última a estrear, tendo entrado no ar no dia 20 de abril de 2015 e permanecendo até 29 de outubro de 2021, sendo também a edição mais duradoura do Notícias da Manhã.
| Estado              | Apresentadores    | Emissoras      | Transmissão                                 |
| ------------------- | ----------------- | -------------- | ------------------------------------------- |
| Pernambuco          | Leandro Oliveira  | TV Jornal      | 2 de fevereiro de 2015 - 6 de março de 2020 |
| Paraíba             | Fábio Araújo      | TV Tambaú      | 30 de março de 2015 - 3 de novembro de 2017 |
| Rio Grande do Norte | Analyson Miqueias | TV Ponta Negra | 20 de abril de 2015 - 29 de outubro de 2021 |

## Prêmios e indicações
| Ano  | Prêmio    | Categoria                                | Indicado    | Resultado | Ref.  |
| ---- | --------- | ---------------------------------------- | ----------- | --------- | ----- |
| 2014 | Prêmio F5 | Apresentador do Ano (jornalismo/esporte) | César Filho | Indicado  | [ 7 ] |